# Abdul Hamid Karami
Abdul Hamid Karami (23 tháng 10 năm 1890 – 23 tháng 11 năm 1950) (tiếng Ả Rập: عبد الحميد كرامي) là một chính khách và lãnh đạo tôn giáo người Liban, cũng như là một người ủng hộ chủ nghĩa dân tộc Ả Rập.

## Xuất thân và sự nghiệp
Karami sinh năm 1890, xuất thân từ một gia đình Hồi giáo Sunni nổi tiếng ở Tripoli, Liban. Thành viên trong gia đình ông theo truyền thống giữ vị trí mufti của Tripoli. Abdul Hamid Karami trở thành một mufti của Tripoli, song các nhà chức trách Pháp đã không cho ông giữ vị trí này. Ông đã lãnh đạo phong trào giành độc lập cho Liban từ Pháp, và đã thành công vào năm 1943. Năm 1944, Karami thoát khỏi một vụ ám sát, nguyên nhân là do cạnh tranh chính trị ở địa phương Tripoli. Karami từng là thủ tướng và bộ trưởng tài chính Liban trong thời gian ngắn từ 10 tháng 1 đến 20 tháng 8 năm 1945. Cả hai con trai của ông, Rashid Karami và Omar Karami đều là những chính trị gia nổi tiếng và đều là thủ tướng Liban sau này. Karami qua đời năm 1950, thọ 60 tuổi.

### Tranh cãi
Vào tháng 6 năm 1935, Karami giết chết Abdul Majid Muqaddam, một người dân Tripoli nổi tiếng, vì Muqaddam đã đánh và tháo chiếc khăn của ông. Tuy nhiên Karami được tuyên bố trắng án do ông nói đây là hành động tự vệ. Luật sư của ông là vị tổng thống tương lai, Bechara El Khoury.